# Dynastia Sisodia
Dynastia Sisodia – jedna z najstarszych i najbardziej znaczących dynastii radźpuckich w historii Indii. Władcy tej dynastii rządzili regionem Mewar w dzisiejszym stanie Radżastan przez wiele wieków, zyskując sławę dzięki nieustępliwej obronie suwerenności przed najazdami obcych mocarstw, w tym Mogołów.

## Historia
Dynastia Sisodia wywodzi się z rodu radźpuckiego Guhila, który panował w regionie Mewar od około VIII wieku. Nazwa „Sisodia” pochodzi od władcy Rahapy, syna króla Ranasimhy z XII wieku. Rahapa założył wieś Shisoda, znajdującą się we współczesnym dystrykcie Rajsamand w Radżastanie, i ustanowił ją swoją stolicą. Od tej miejscowości wywodzi się nazwa dynastii, a jej członkowie zaczęli być znani jako Sisodiowie. Pierwszym władcą dynastii był Rana Hammir, który wsławił sie odzyskaniem fortu Ćitor.
Władcy dynastii Sisodia przez stulecia bronili niezależności Mewaru przed licznymi najazdami, w tym przed imperium Mogołów. Szczególną sławę zyskał Maharana Pratap, który w 1576 roku stawił zacięty opór cesarzowi Akbarowi Wielkiemu w bitwie pod Haldighati. Maharana Pratap stał się symbolem niezłomności i bohaterstwa w historii Indii.

## Władcy dynastii Sisodia
- Rana Hammir (1326–1364)
- Rana Kshetra (1364–1382)
- Rana Lakha (1382–1421)
- Rana Mokal (1421–1433)
- Rana Kumbha (1433–1468)
- Rana Udai I (1468–1473)
- Rana Raimal (1473–1508)
- Rana Sanga (1508–1527)
- Rana Ratan II (1528–1531)
- Rana Vikramaditya (1531–1536)
- Banvir (1536–1540)
- Rana Udai II (1540–1572)
- Maharana Pratap (1572–1597)
- Amar Singh I (1597–1620)
- Karan Singh II (1620–1628)
- Jagat Singh I (1628–1652)
- Raj Singh I (1652–1680)
- Jai Singh (1680–1698)
- Amar Singh II (1698–1710)
- Sangram Singh II (1710–1734)
- Jagat Singh II (1734–1751)
- Pratap Singh II (1751–1754)
- Raj Singh II (1754–1762)
- Ari Singh II (1762–1772)
- Hamir Singh II (1772–1778)
- Bhim Singh (1778–1828)
- Jawan Singh (1828–1838)
- Sardar Singh (1838–1842)
- Swarup Singh (1842–1861)
- Shambhu Singh (1861–1874)
- Sajjan Singh (1874–1884)
- Fateh Singh (1884–1930)
- Bhupal Singh (1930–1947)